# Coppa Korać 1973-1974
La Coppa Korać 1973-1974 di pallacanestro maschile venne vinta, per il secondo anno consecutivo, dalla Forst Cantù.

## Risultati

### Primo turno
| Squadra 1          | Totale    | Squadra 2                 | Andata  | Ritorno |
| ------------------ | --------- | ------------------------- | ------- | ------- |
| Union Neuchâtel    | 212 - 257 | AŠK Olimpija Lubiana      | 114-127 | 98-130  |
| Etzella Ettelbruck | 145 - 228 | Racing Maes Pils Mechelen | 83-127  | 62-101  |
| Académica          | 164 - 220 | Barcellona                | 81-103  | 83-117  |
| Juventud Schweppes | 213 - 167 | Federale Lugano           | 105-69  | 108-98  |
| 04 Leverkusen      | 161 - 165 | Snaidero Udine            | 89-85   | 72-80   |
| Raak Punch         | 154 - 150 | BUS Lier                  | 80-76   | 74-74   |
| Hapoel Tel Aviv    | [ 1 ]     | AEK Atene                 |         |         |
| Borac Čačak        | 155 - 176 | Innocenti Milano          | 79-80   | 76-96   |
| 1.FC Bamberg       | [ 2 ]     | Maccabi Ramat Gan         |         |         |
| Denain Voltaire    | 164 - 175 | Jugoplastika Spalato      | 83-81   | 81-94   |
| ΧΑΝΘ Salonicco     | 4 - 0     | Soma Vienna               | 2-0     | 2-0     |
| MTV Wolfenbüttel   | 173 - 186 | Kas                       | 90-80   | 83-106  |
| Crystal Palace     | 165- 175  | Carad                     | 89-78   | 76-97   |
| EBBC Den Bosch     | 171 - 193 | ASVEL Lyon-Villeurbanne   | 85-101  | 86-92   |

### Ottavi di finale
| Squadra 1            | Totale    | Squadra 2                 | Andata  | Ritorno |
| -------------------- | --------- | ------------------------- | ------- | ------- |
| AŠK Olimpija Lubiana | 191 - 181 | Racing Maes Pils Mechelen | 90-85   | 101-96  |
| Barcellona           | 196 - 119 | T71 Dudelange             | 110-55  | 86-64   |
| Porto                | 109 - 190 | Juventud Schweppes        | 61-83   | 48-107  |
| Snaidero Udine       | 161 - 147 | Raak Punch                | 87-71   | 74-76   |
| Standard Liegi       | 167 - 168 | AEK Atene                 | 94-76   | 73-92   |
| Innocenti Milano     | 161 - 139 | Union Garant Ehgartner    | 86-76   | 75-63   |
| 1.FC Bamberg         | 147 - 182 | Mobilquattro Milano       | 58-79   | 89-103  |
| Balkan Botevgrad     | 164 - 166 | Jugoplastika Spalato      | 91-62   | 73-104  |
| ΧΑΝΘ Salonicco       | 140 - 167 | Partizan Belgrado         | 77-79   | 63-88   |
| Kas                  | 190 - 195 | Olympique Antibes         | 109-103 | 81-92   |
| Carad                | 146-170   | ASVEL Lyon-Villeurbanne   | 72-86   | 74-84   |

### Quarti di finale

#### Gruppo A
|    | Squadra           | G | V | P | PF  | PS  | Dif | P.ti |
| -- | ----------------- | - | - | - | --- | --- | --- | ---- |
| 1. | Forst Cantù       | 2 | 2 | 0 | 393 | 363 | +30 | 4    |
| 2. | Barcellona        | 2 | 1 | 1 | 381 | 381 | 0   | 3    |
| 3. | Olympique Antibes | 2 | 0 | 2 | 352 | 382 | -30 | 2    |

#### Gruppo B
|    | Squadra              | G | V | P | PF  | PS  | Dif | P.ti |
| -- | -------------------- | - | - | - | --- | --- | --- | ---- |
| 1. | Jugoplastika Spalato | 2 | 2 | 0 | 374 | 354 | +20 | 4    |
| 2. | Snaidero Udine       | 2 | 1 | 1 | 326 | 301 | +25 | 3    |
| 3. | AEK Atene            | 2 | 0 | 2 | 312 | 357 | -45 | 2    |

#### Gruppo C
|    | Squadra                 | G | V | P | PF  | PS  | Dif | P.ti |
| -- | ----------------------- | - | - | - | --- | --- | --- | ---- |
| 1. | ASVEL Lyon-Villeurbanne | 2 | 1 | 1 | 300 | 291 | +9  | 3    |
| 2. | AŠK Olimpija Lubiana    | 2 | 1 | 1 | 329 | 332 | -3  | 3    |
| 3. | Innocenti Milano        | 2 | 1 | 1 | 293 | 299 | -6  | 3    |

#### Gruppo D
|    | Squadra             | G | V | P | PF  | PS  | Dif | P.ti |
| -- | ------------------- | - | - | - | --- | --- | --- | ---- |
| 1. | Partizan Belgrado   | 2 | 2 | 0 | 331 | 311 | +20 | 4    |
| 2. | Juventud Schweppes  | 2 | 1 | 1 | 315 | 303 | +12 | 3    |
| 3. | Mobilquattro Milano | 2 | 0 | 2 | 287 | 319 | -32 | 2    |

|  | Qualificate alle semifinali |
|  | Eliminata                   |

### Semifinali
| Squadra 1         | Totale    | Squadra 2               | Andata | Ritorno |
| ----------------- | --------- | ----------------------- | ------ | ------- |
| Forst Cantù       | 175 - 162 | ASVEL Lyon-Villeurbanne | 99-68  | 76-94   |
| Partizan Belgrado | 183 - 182 | Jugoplastika Spalato    | 108-97 | 75-85   |

### Finale
| Squadra 1   | Totale    | Squadra 2         | Andata | Ritorno |
| ----------- | --------- | ----------------- | ------ | ------- |
| Forst Cantù | 174 - 154 | Partizan Belgrado | 99-86  | 75-68   |

| Coppa Korać 1973-1974 |
| --------------------- |
| Forst Cantù 2º titolo |

## Formazione vincitrice
| N° | Naz.                   | Ruolo | Sportivo             |  | Alt. |  |
| -- | ---------------------- | ----- | -------------------- |  | ---- |  |
| 4  | Italia (bandiera)      | P     | Giorgio Cattini      |  |      |  |
| 6  | Italia (bandiera)      | G     | Carlo Recalcati      |  |      |  |
| 7  | Italia (bandiera)      | A     | Franco Meneghel      |  |      |  |
| 8  | Italia (bandiera)      | A     | Fabrizio Della Fiori |  |      |  |
| 9  | Italia (bandiera)      | A     | Antonio Farina       |  |      |  |
| 13 | Stati Uniti (bandiera) | C     | Bob Lienhard         |  |      |  |
| 14 | Italia (bandiera)      | P     | Pierluigi Marzorati  |  |      |  |
| 15 | Italia (bandiera)      | C     | Mario Beretta        |  |      |  |
| 16 | Italia (bandiera)      | C     | Renzo Tombolato      |  |      |  |
|    | Italia (bandiera)      |       | Riccardo Santolini   |  |      |  |
|    | Italia (bandiera)      |       | Guanziroli           |  |      |  |
|    | Italia (bandiera)      |       | Giorni               |  |      |  |
|    | Italia (bandiera)      | All.  | Arnaldo Taurisano    |  |      |  |